# Chiesa di Santa Maria della Vittoria e Santissima Trinità all'Anticaglia
La chiesa di Santa Maria della Vittoria e Santissima Trinità all'Anticaglia è una chiesa di Napoli ubicata nei pressi della chiesa di Santa Maria di Gerusalemme, detta popolarmente delle Trentatré, tra via Pisanelli e via San Paolo.

## Storia e descrizione
La sua fondazione è pressoché sconosciuta, ma risale probabilmente all'epoca della Controriforma. La chiesa appartenne all'arciconfraternita dei Casadduogli, in italiano gli Oliandoli. Nel corso dei secoli l'edificio è stato oggetto di alcuni restauri, che hanno portato al rifacimento del paramento murario in stucco della facciata.
L'esterno è caratterizzato dalla stretta e semplice facciata nella quale è incastonato il portale in piperno con timpano spezzato, al centro del quale si apre il finestrone, ancora in piperno, sormontato con cornice arcuata e modanata di dimensioni ridotte.
L'interno presenta un'aula rettangolare di piccole dimensioni con altare che, attualmente, risulta in pericolo di crollo.